# Roland Bond
Roland Bond, född 27 juni 1944, är en svensk före detta ishockeyspelare.
Roland Bond spelade back i Leksands IF och landslaget Tre kronor. Han har varit med om att vinna tre av Leksands hittills fyra SM-titlar 1973, 1974 och 1975, samt också blivit svensk juniormästare 1963 med LIF, som är hans moderklubb.
Roland har också deltagit i VM i ishockey med landslaget Tre kronor och därmed vunnit VM-silver 1973 och VM-brons 1976. Sammanlagt har han spelat 44 A och 1 B landskamp för Sveriges Tre Kronor. 